# J.D. Chakravarthi
J.D Chakravarthi (Chakravarthy / Chakravarty, urodz. w 1964) to indyjski aktor tollywoodzki grający w języku telugu i reżyser kilku filmów bollywoodzkich Darwaza Bandh Rakho, Durga i historii niewinnego człowieka w więzieniu w Darna Zaroori Hai. Zadebiutował w filmie Ram Gopala Varmy Shiva w 1989 roku. Znany  z ról w filmach Satya i Całus w policzek.

## Filmografia

### Aktor
1. Dubai Seenu (2007) – Chakri
2. Vaastu Shastra (2004) – Virag Rao
3. Całus w policzek (2002) – Dhileepan
4. Durga: It's Not Just a Love Story (2002) – Durga
5. Main Tere Pyaar Mein Pagal (1999) – Chetan
6. Satya (1998) (jako Chakravarty) – Satya
7. W/O V.Varaprasad (1998) – Thyagaraju
8. Anaganaga Oka Roju (1997)
9. Deyyam (1996)
10. Gulabi (1996) – Chandu
11. Money Money (1995)
12. Money (1993)
13. Ennodishtam Koodamo (1992) – Ranjithlal
14. Shiva (1989/I) (as Chakravarthy) – J.D.

### Reżyser
1. Darwaza Bandh Rakho (2006)
2. Darna Zaroori Hai (2006)
3. Durga: It's Not Just a Love Story (2002)

### Producent
1. Durga: It's Not Just a Love Story (2002)